# Liste der Einträge im National Register of Historic Places im Alexander County (Illinois)

Lage des Alexander County in Illinois

Die Liste der Einträge im National Register of Historic Places im Alexander County in Illinois führt alle sieben Bauwerke und historischen Stätten im Alexander County auf, die in das National Register of Historic Places aufgenommen wurden.

## Legende
| NRHP | Historic Place    |
| HD   | Historic District |

## Aktuelle Einträge
| [ 2 ] | Name                                        | Bild                                        | Eintragsdatum        | Lage | Ort     | Beschreibung |
| ----- | ------------------------------------------- | ------------------------------------------- | -------------------- | --- | ------- | ------------ |
| 1     | Cairo Historic District                     | Cairo Historic District                     | 1979 ID-Nr. 79000815 | Abgegrenzt durch Park Street, 33rd Street, Sycamore Street, 21st Street, Cedar Street, 4th Street sowie den Ohio River 37° 0′ 20″ N, 89° 10′ 27″ W | Cairo   |              |
| 2     | Chicago and Eastern Illinois Railroad Depot | Chicago and Eastern Illinois Railroad Depot | 1986 ID-Nr. 86003168 | Front Street 37° 14′ 7″ N, 89° 16′ 11″ W | Tamms   |              |
| 3     | Dogtooth Bend Mounds and Village Site       | Dogtooth Bend Mounds and Village Site       | 1978 ID-Nr. 78001111 | Adresse nicht veröffentlicht | Willard |              |
| 4     | Magnolia Manor                              | Magnolia Manor                              | 1969 ID-Nr. 69000053 | 2700 Washington Avenue 37° 0′ 32″ N, 89° 10′ 55″ W                                                                                                 | Cairo   |              |
| 5     | Thomas J. and Caroline McClure House        | Thomas J. and Caroline McClure House        | 1996 ID-Nr. 96001341 | Main Street, rund 800 m östlich der IL 3 37° 19′ 11″ N, 89° 25′ 42″ W                                                                              | McClure |              |
| 6     | Old Customhouse                             | Old Customhouse                             | 1973 ID-Nr. 73000689 | Washington Street Ecke 15th Street 37° 0′ 11″ N, 89° 10′ 15″ W                                                                                     | Cairo   |              |
| 7     | Thebes Courthouse                           | Thebes Courthouse                           | 1972 ID-Nr. 72000447 | Abseits der IL 3 37° 13′ 11″ N, 89° 27′ 33″ W | Thebes  |              |